# Papa Clemente VI
Clemente VI, nato Pierre Roger (Rosiers-d'Égletons, 1291 – Villeneuve-lès-Avignon, 6 dicembre 1352), è stato il 198º papa della Chiesa cattolica dal 1342 alla morte (quarto dei papi di Avignone).

## Biografia

Frontespizio delle Suppliche

### Monaco benedettino
Era figlio di un cavaliere, Guglielmo I Ruggero, divenuto nel 1333 signore di Rosier-d'Égleton, nella Corrèze, e di Guglielmina de Mestre. Suo fratello fu Guglielmo II Ruggero.
Entrò all'età di 10 anni nell'Abbazia di Chaise-Dieu e, divenuto monaco benedettino, studiò a Parigi. Maestro di teologia e forte di una grande cultura classica e sacra, diventò presto noto come predicatore.
Divenne abate di Fécamp nel 1326, vescovo di Arras nel 1328, arcivescovo di Sens nel 1329 e di Rouen nel 1330. Fu consigliere e a più riprese ambasciatore di Filippo VI di Francia in Inghilterra e ad Avignone. Nel 1329 fu portavoce del clero all'assemblea di Vincennes sulle giurisdizioni ecclesiastiche. Nel 1333 venne incaricato da papa Giovanni XXII di predicare per la Crociata. Nominato cardinale nel 1338 con il titolo di cardinale presbitero dei Santi Nereo e Achilleo, venne eletto papa il 7 maggio 1342.

### Il pontificato

#### Governo della Chiesa

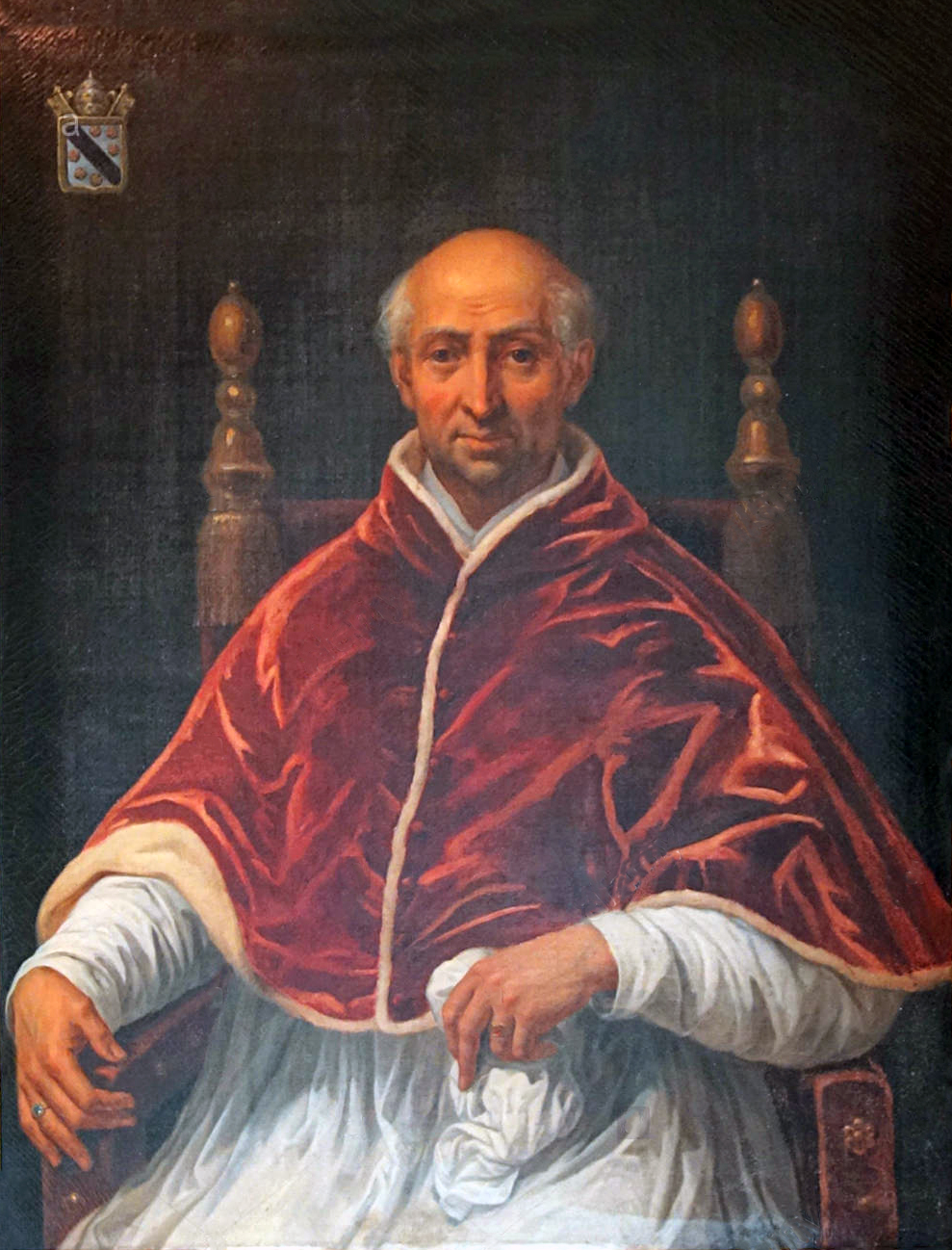
Henri Auguste César Serrur, Ritratto di Clemente VI (XIX secolo); olio su tela, Palazzo dei Papi.

Il 1342 segnò il riconoscimento pontificio della Custodia di Terra Santa. Si concludeva così un percorso avviato nel 1217, quando i Francescani avevano diviso il proprio ordine in province per volontà di San Francesco di Assisi. In particolare, con la bolla Gratias Agimus e Nuper Carissimae (21 novembre 1342), Clemente VI riconobbe l'operato del francescano re di Napoli Roberto d'Angiò, che aveva ottenuto dal Sultano d'Egitto il riconoscimento del diritto dei Frati Minori di rappresentare la Chiesa cattolica in Terra santa.
Il 19 maggio 1346 Clemente VI condannò la dottrina di Nicola d'Autrecourt come eretica. Il teologo fu costretto a bruciare i suoi libri e a ritrattare, cosa che avvenne a Parigi nel 1347. Nel 1350, con la bolla Unigenitus Dei Filius, indisse un giubileo in Roma, disponendo inoltre che per il futuro esso venisse celebrato ogni 50 anni (anziché ogni 100, come aveva stabilito il suo predecessore Bonifacio VIII).

#### Relazioni con i monarchi cristiani
Come i suoi immediati predecessori, Clemente VI fu devoto alla Francia e fece mostra di questa sua simpatia rifiutando un invito solenne a far ritorno a Roma e acquistando la sovranità su Avignone dalla regina Giovanna I di Napoli per 80.000 fiorini d'oro.
Per quanto riguarda gli altri regni, i principali eventi del suo pontificato furono le dispute con Edoardo III d'Inghilterra a causa dell'intromissione di quest'ultimo nella giurisdizione ecclesiastica, la scomunica dell'imperatore Ludovico il Bavaro, i negoziati per la riunificazione con la Chiesa d'Oriente, e l'inizio della rivolta di Cola di Rienzo a Roma.
La sua famiglia svolse nella Chiesa un ruolo che i suoi contemporanei giudicarono eccessivo: quattro dei suoi nipoti divennero cardinali (uno di questi divenne papa Gregorio XI e un altro arcivescovo); un altro nipote fu Maresciallo della Chiesa.

#### Altri documenti
Il 3 settembre 1343, con la bolla In Supremae Dignitatis, siglata ad Avignone, il papa istituì lo Studium Generale di Pisa, ovvero l'attuale Università di Pisa.
Durante la peste nera del 1348, diede esempio di coraggio e di lucidità: seguendo le istruzioni del suo medico personale, Guy de Chauliac, sopravvisse rimanendo ad Avignone in piena epidemia, passando la maggior parte del tempo chiuso in una stanza del palazzo seduto fra due grandi fuochi, anche se è più plausibile che si sia salvato dal contagio semplicemente per il fatto che l'edificio non fosse infestato dai topi vettori della malattia; condannò il fanatismo dei flagellanti e protesse gli ebrei. Questi ultimi vennero accusati dalla popolazione di diffondere l'epidemia. Clemente VI «interpose a loro difesa la sua autorità pontificia e, con bolla del 4 luglio 1348, vietò di ascrivere agli ebrei delitti immaginari o toccarne vita o sostanze prima di sentenza del legittimo giudice» . Il papa dovette nuovamente intervenire il 26 settembre con un'altra bolla (Quamvis perfidiam Iudaeorum), in cui spiegava che gli ebrei morivano di peste esattamente come gli altri e che la peste si era diffusa anche nelle zone dove non vivevano gli ebrei.
Nel 1350 decise di celebrare l'Anno santo ogni 50 anni, per parificare l'intervallo a quello del Giubileo ebraico.

#### Morte e sepoltura
Morì il 6 dicembre 1352, lasciando di sé la reputazione di «...un distinto gentiluomo, un principe munifico fino alla profusione, un patrono delle arti e dello studio, ma non un santo» (Gregorovius).

Fu sepolto nell'Abbazia di Chaise-Dieu, ove aveva iniziato la sua vita monastica. Nel 1562 gli ugonotti, che avevano saccheggiato l'abbazia, ne profanarono la tomba e ne bruciarono i resti.

#### Concistori per la creazione di nuovi cardinali
Papa Clemente VI durante il suo pontificato ha creato ventisette cardinali nel corso di quattro distinti concistori.

## Genealogia episcopale e successione apostolica
La genealogia episcopale è:
- Cardinale Bertrand du Pouget
- Papa Clemente VI

La successione apostolica è:
- Vescovo Thomas Beck (1342)
- Arcivescovo Jarosław z Bogorii i Skotnik (1342)
- Arcivescovo William Zouch (1342)
- Vescovo William Bateman (1344)
- Vescovo Enrico Albi, O.Praem. (1345)
- Vescovo Ortholphus de Aczenbruck, O.P. (1345)
- Vescovo Thomas de Lisle, O.P. (1345)
- Vescovo Geoffrey Grosseld, O.E.S.A. (1347)
- Vescovo William Russel, O.Cist. (1348)
- Arcivescovo Wilhelm von Gennep (1350)
- Patriarca Humbert II de Viennois (1351)